# Municipalità distrettuale di Frances Baard
La municipalità distrettuale di Frances Baard (in inglese Frances Baard  District Municipality) è un distretto della  provincia del Capo Settentrionale e il suo codice di distretto è DC09.
La sede amministrativa e legislativa è la città di Kimberley e il suo territorio si estende su una superficie di 12 349 km².
In base al censimento del 2001 la sua popolazione è di 325.501 abitanti.

## Geografia fisica

### Confini
La municipalità distrettuale di Frances Baard confina a nord con quelle di Dr Ruth Segomotsi Mompati (Nordovest) e Kgalagadi, a est con quelle di Lejweleputswa e Xhariep (Free State), a sud con quella di Pixley ka Seme e a ovest con quella di ZF Mgcawu.

### Suddivisione amministrativa
Il distretto è suddiviso in 4 municipalità locali:
- Sol Plaatje
- Dikgatlong
- Magareng
- Phokwane